# Kravallpolis

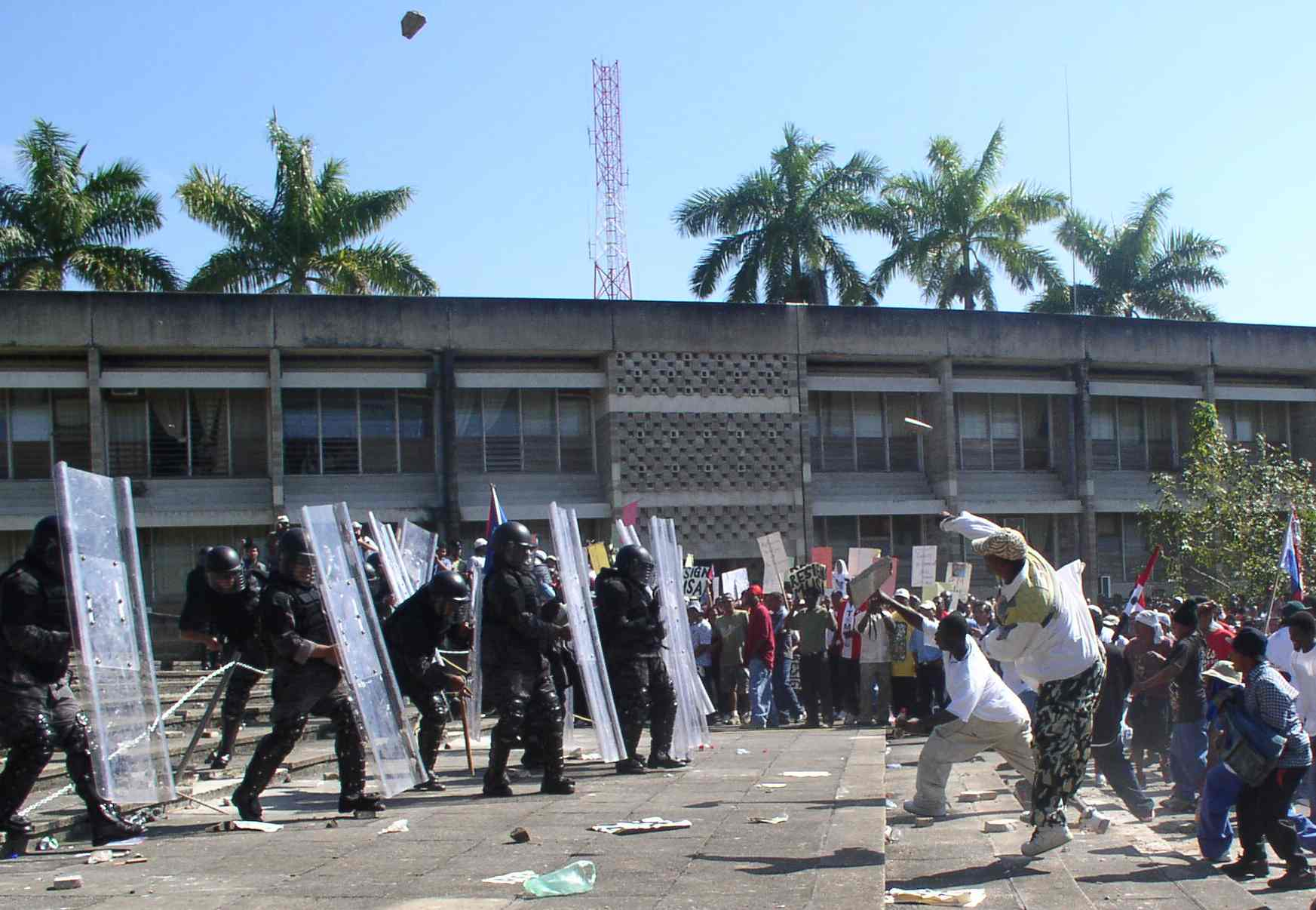
Kravallpolis och demonstranter i Belize den 21 januari 2005.

Kravallpolis är en styrka poliser, oftast med speciell utrustning för att bemöta kravaller.

## Taktik

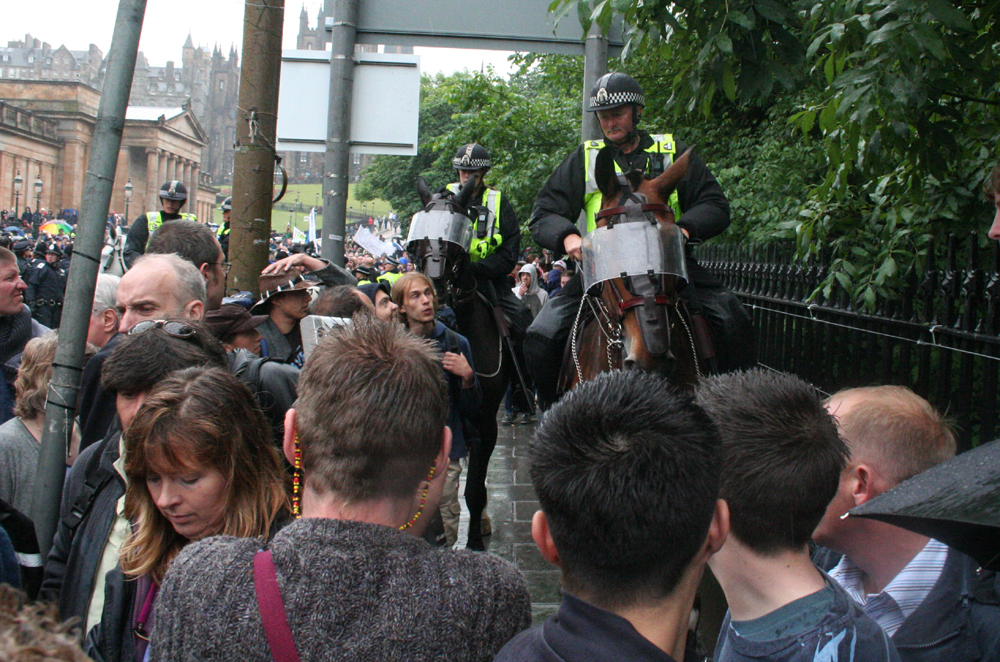
Ridande kravallpolis i Edinburgh vid G8-mötet i juli 2005.

Valet av taktik avgörs av antalet poliser och vilken utrustning som finns att tillgå. Det grundläggande valet ligger dock mellan dödlig taktik (till exempel hagelgevär) och icke-dödlig taktik (till exempel tårgas och vattenkanoner). Valet grundas på det hotet upploppet utgör samt nuvarande lagar i landet i fråga. I många länder är det olagligt att använda dödlig taktik för att kontrollera upplopp i allt utom de mest extrema omständigheter.
Ett vanligt använt vapen är vattenkanoner. De flesta moderna vattenkanoner är kapabla till att blanda i färg för att märka upploppsmakare, eller blanda tårgas i vattnet. I stora upplopp kan poliser även välja att använda armerade fordon. Även hundar används, då oftast schäfrar.
Som ett mindre aggressivt steg kan ridande polis sättas in. Maktfaktorn samt höjden hos en häst, kombinerat med sin träning, ger poliser ett säkrare sätt att infiltrera en folkmassa. Ofta är batonger det enda vapen som används. I ett hungerupplopp i Wien 1919 möttes polishästarna av motstånd, och många av hästarna dödades, för att efteråt slaktas på plats för sitt kött.

## Utrustning

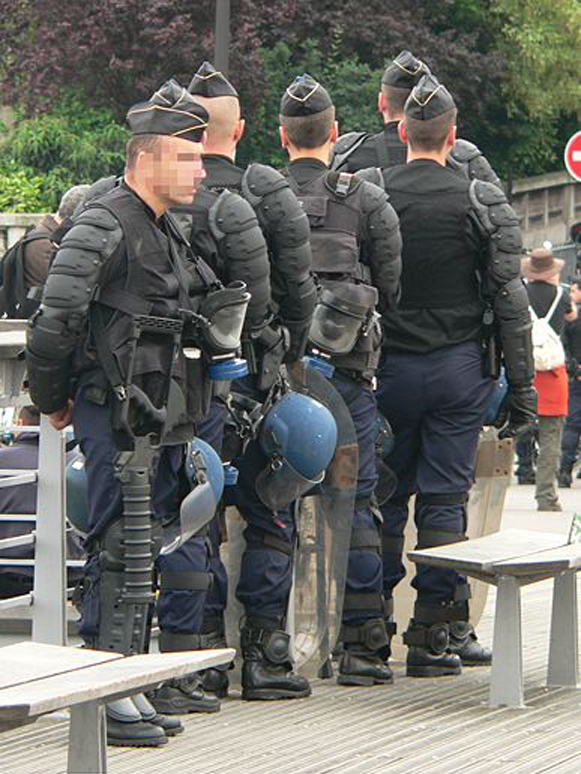
Fransk kravallpolis med personlig skyddsutrustning

Kravallpoliser använder olika sorters utrustning, både i personligt skyddssyfte och för att slå tillbaka mot en folksamling. Utrustningen är modifierad för just det ändamålet att hålla kontroll över en folkmassa, samtidigt som den ska skydda polisen till högsta möjliga grad.
Förutom den vanliga utrustningen används oftast även en kommunikationsradio, som till exempel kan vara inbyggd i hjälmen.

### Hjälm
En hjälm består oftast av ett visir, tillverkat i plast, ibland även kombinerat med ett galler för att skydda ansiktet. Det finns även skydd för nacken, i form av till exempel hårda kuddar som kombineras med hjälmen. Till skillnad från vanliga hjälmar brukar de även ha hål för öronen, för att ge en bättre hörsel. Det fanns också en integral kravallhjälm i Kalifornien i USA på 1980-talet.

### Kravallsköld
En kravallsköld skyddar mot kastade föremål, som stenar, och används för att stoppa en folkmassa genom att kravallpoliser bildar en barriär med sköldarna.

### Batong
Det traditionella materialet för batonger har länge varit trä. Batonger av gummi används bland annat av fransk polis, samt rysk. Rysk polis har dock fått använda trä i områden där kylan fått gummin att bli spröd.

### Tårgas
Tårgas används för att skingra folkmassor genom att irritera ögon och luftvägar.

### Vattenkanon
Vattenkanoner används för att flytta hinder som blockerar vägar och skingra våldsamma demonstranter med vatten i högt tryck.

### Gummikulor
Gummikulor används som ett mindre dödligt alternativ till skarpa skott vid upplopp.

### Kravallbussar
Kravallbussar transporterar kravallpoliser och kan blockera vägar eller sprida folkmassor.

## Taktik i Sverige

### Särskild polistaktik (SPT)
Vid upplopp eller kravaller används Särskild Polistaktik (SPT) för att återställa ordningen. Polisen fokuserar på förebyggande åtgärder genom kommunikation och dialog, ofta via dialogpoliser, för att minska risken för eskalering. Om våld uppstår ingriper uniformerade poliser med specialfordon och kan vid behov använda tårgas. Taktiken bygger på fyra principer: kunskap, underlättande, kommunikation och differentiering, för att skapa social kontroll och skilja mellan våldsamma och fredliga individer. Målet är att hantera situationen snabbt och effektivt med minimal användning av våld.

### Särskild händelse
Vid kravaller eller upplopp kan en särskild händelse aktiveras för att hantera situationen. Beslut om detta fattas av den regionala eller nationella polischefen beroende på upploppets omfattning och allvar. En kommenderingschef utses för att leda insatsen, och en stab bildas för att samordna arbetet. Staben ansvarar för områden som personal, underrättelser, kommunikation och operativa resurser. Vid behov kan specialistresurser, såsom insatsstyrkan, kravallpoliser eller nationella resurser från Nationella operativa avdelningen, tas in. Polisen fokuserar på att kontrollera och skingra folksamlingar med hjälp av specialutrustning och fordon. Kommunikation med allmänheten är också viktig för att förhindra ytterligare våld. Om upploppet eskalerar kan polisen använda tårgas eller andra nödvändiga åtgärder för att återställa ordningen. Strukturen för särskilda händelser gör det möjligt att snabbt anpassa insatserna och mobilisera rätt resurser för att återställa säkerheten.

## Utrustning i Sverige
År 2019 drog svensk polis in 1 400 sköldar efter att kvalitetsbrister upptäckts vid ett ingripande. Ett senare test visade att en av sköldarna sprack när de träffades av en kastad potatis, de hade använts i över 10 år.
Svensk polis använde tårgas för första gången under påskupploppen i Malmö 2022, tillstånd för detta har funnits i över 10 år innan det.
Redan 1956 köpte svensk polis en vattenkanon som endast användes i avskräckande syfte under 1960-talet och numera är utställd på museum. Under påskupploppen, när räddningstjänsten inte kunde nå bränder, lånade polisen en vattenkanon från Danmark och utbildade poliser för att använda den.
Hösten 2024 började svensk polis använda gummikulor. I Sverige används vanliga polisbussar vid vardagliga uppdrag, medan specialbyggda kravallbussar används vid mer allvarliga situationer.